# Lill-Salen
Lill-Salen är en sjö i Sundsvalls kommun i Medelpad och ingår i Ljungan-Gnarpsåns kustområde. Sjön har en area på 0,0498 kvadratkilometer och ligger 2,8 meter över havet. Lill-Salen ligger i Grönviksmyran Natura 2000-område.

## Delavrinningsområde
Lill-Salen ingår i det delavrinningsområde (690159-159356) som SMHI kallar för Rinner mot Salen. Medelhöjden är 12 meter över havet och ytan är 6,46 kvadratkilometer. Det finns inga avrinningsområden uppströms utan avrinningsområdet är högsta punkten. Avrinningsområdets utflöde mynnar i havet, utan att ha någon enskild mynningsplats. Avrinningsområdet består mestadels av skog (95 procent). Avrinningsområdet har 0,05 kvadratkilometer vattenytor vilket ger det en sjöprocent på 0,5 procent.